# Фарм-клуб
Фарм-клуб (англ. farm team) — команда або клуб, який співпрацює з іншою командою або клубом (головна команда), інтересам якого він слугує, надаючи місце у своєму ігровому складі його (головного клубу) спортсменам.
Такий вид співпраці між командами є досить поширеним явищем у сучасному спорті і широко застосовується у футболі, хокеї, велоспорті, бейсболі, баскетболі тощо.

## Поняття
Фарм-клуб — команда, в якій переважно виступають молоді спортсмени, здобуваючи досвід для подальших виступів на більш високому рівні вже в основній команді, або спортсмени, які не проходять з різних причин (погана форма після травми або висока конкуренція тощо) в основний склад головної команди. Така співпраця двох команд є взаємовигідною, оскільки головна команда отримує можливість забезпечити своїх спортсменів ігровою практикою у фарм-клубі, а фарм-клуб найчастіше безоплатно отримує на певний період часу (півсезону, сезон) у своє розпорядження кваліфікованих виконавців.
Фарм-клуби можуть створюватися іншими командами або бути цілком незалежними та самостійними спортивними організаціями. Рівень та умови співпраці між головною командою та її фарм-клубом теж можуть бути різними.
Найчастіше головна команда та її фарм-клуб грають у різних лігах, хоча трапляються і винятки.

## Приклади

### Футбол
У футболі фарм-клуби у більшості випадків створюються своїми головними командами і виступають під тією ж назвою, лише з додаванням 2 (двійки) або латинської літери B («Чорноморець-2» або «Барселона» B). Для таких команд є власні ліги, де виступають лише фарм-клуби, але переважно вони грають у нижчих дивізіонах (у порівнянні з головною командою) своїх національних першостей. Єдиним обмеженням для подібних «фармів» може бути заборона участі в розіграші національного кубку.
Прикладом неофіційного фарм-клубу може слугувати маріупольский «Іллічівець», що в сезоні 2011-2012 років мав контракти з 20 футболістами, орендованими у донецького «Шахтаря». Таким чином донецька команда змогла забезпечити ігровою практикою своїх молодих виконавців (на що останні не могли б сподіватися, якби залишилися у «Шахтарі») і відібрати для себе найкращих по закінченню сезону.

### Хокей
У хокеї ситуація з фарм-клубами в деяких випадках нагадує досвід футбольних команд. Тут так само є команди, котрі створюють для себе фарм-клуби. Наприклад, угорський «Альба Волан» першим складом виступає в австрійській Ерсте банк лізі, у той час як другий склад команди грає в румуно-угорській МОЛ-лізі. Те саме стосується і колишнього українського  клубу донецького «Донбасу»: перший склад у російській ВХЛ, другий – в ЧУ. Таке існування двох команд дозволяє підписувати контракти з більшою кількістю хокеїстів, адже кожен з них отримає ігрову практику хоч в одному з двох складів команди. До того ж між цими складами існує постійна ротація: найслабші в той чи інший період часу гравці перводяться в другу команду, в той же час хокеїсти, що проявили себе з найкращого боку можуть розраховувати на виступи за основну команду. Така конкуренція між гравцями примушує їх завжди тримати себе в тонусі та постійно боротися за можливість пробитися/залишитися в основному складі команди.
У хокеї в Північній Америці співпраця між головною командою та фарм-клубом побудована на інших принципах. Так, в американських лігах фарм-клуби є цілком незалежними командами, вони підписують угоду про співпрацю з зацікавленими клубами, але при цьому у них залишається можливість самостійно підписувати гравців і навіть мати власні фарм-клуби. Прикладом тут виступає Американська хокейна ліга, всі без винятку 30 команд якої є фарм-клубами команд НХЛ. Але при цьому майже у всіх 30 команд є і свої фарм-клуби з нижчих північноамериканських хокейних ліг (ECHL, CHL).
Нині за цим же принципом вибудовується хокейна піраміда й у Росії. Зокрема, в заявці команд ВХЛ може бути лише 31 хокеїст (25 на контрактах ВХЛ та 6 відряджених з команд КХЛ).